# Два глупа пса
Два глупа пса (енгл. 2 Stupid Dogs) је амерички цртани филм који је направио Донован Кук у продукцији Хане и Барбере и који је оригинално емитован од 18. септембра, 1993. до 21. јануара, 1995. на ТБС Суперстаници. Пошто је укинут, репризиран је на Картун нетворку до 14. јуна, 2003. и и даље се пушта на Бумерангу.
Главни ликови у цртаном филму су два пса, обојица немају име (Ипак у једној епизоди се велики пас звао Џонатан, а у другој Џони). Великом псу глас је позајмио Бред Герет, а малом псу глас је позајмио Марк Схиф.

## Радња
2 глупа пса је цртани филм о глупом псу и још једном глупом псу, са чудним стилом анимације (у то време); веома равно, једноставан стил сличан раним Хана и Барбера цртаћима из 1950. и 1960, са хумором из раних 1990-тих.

## Продукција
2 глупа пса је био почетак успешног оживљавања Хане и Барбере, зато што студио није направио ни један хит од Штрумфова из 1981. Председник Тарнер Ентертејмента је запослио МТВ и Николодеон-овог директора за брендиранње Фреда Сеиберта као новог вођу у продукцији. Сеибертов план да оживи студио јесте био да га да талентованој заједници,. Његов први покушај је управо био цртани филм из 1992 2 Глупа пса, који је направио Донован Кук. Шоу је рачунат као покушај Хане и Барбере да зараде новац од популарности Рена и Стимпија, који је био на врху своје популарности када су се 2 глупа пса појавила. Творац Рена и Стимпија Џон Крикфалуси је критиковао одређене епизоде цртаног филма.
Неколико уметника и режисера који су радили на цртаном филму су позвани да раде у Сеибертовом иновативном новом програму Какав-Цртаћ; 2 глупа пса су били инспирација Гендију Тартаковском (Декстерова Лабораторија и Самурај Џек), Крег Мекрекен (Супер Девојчице и Фостерова кућа за замишљене пријатеље), Мајлс Томсон, Пол Рудиш, и Зак Монкриф. Већина њихових кратких цртаћа је урађена у истом стилу као и 2 Глупа пса.

## Ликови
Главним ликовима никада није дато име једноставно су названи „Велики Пас” и „Мали Пас”. Изгледа да је већи пас мало јачи, паметнији и храбрији од малог пса. (Велики пас је више изгледао као да га не занима његово окружење, а не као да је глуп). У неколико епизода велики пас је преварио малог пса или је открио начин како се ради нешто што овај није знао.
Велики пас је сиве боје и има дугачке длаке које му прекривају очи. Док је мали пас жуте боје и нема дугачке длаке. 
- Велики, гласни, дебели човек који себе назива Господин Х (А у завршној шпици пише да се зове Холивуд), Он воли да указује на туђе грешке на псеудо-алтернативни начин: "Зар није то слатко... АЛИ ЈЕ ПОГРЕЕЕЕШНО!!
- Кратковида Ред (којој је глас позајмила Канди Мило), је пародија на црвенкапу, појављује се у три прве епизоде. Такође има лошу навику да гласно наглашава различите речи у свом говору.
- Дечко по имену Кени Фаулер (коме је глас позајмио Том Кени) је јако осетљив, наиме пада у несвест веома често. Заљубљен је у девојчицу под именом Бафи (која га скоро и не примећује). Појављује се у три епизоде.